# Leotecario
Leotecario (Italia, 685 – Filattiera, 753) fu vescovo di Luni probabilmente nella prima metà dell'VIII secolo e si occupò della traslazione in un sacello a La Spezia reliquie di san Venerio.

## Biografia
L'erudito settecentesco Ferdinando Ughelli indica solo il nome di due vescovi di Luni tra Severo (che aveva partecipato al concilio di Costantinopoli dell'anno 680, sotto papa Agatone), e Petroaldo (che partecipò invece al concilio di Roma dell'anno 826 sotto papa Eugenio II): Lenthecorius e Apollonius.
Gli Acta sanctorum citano il vescovo di Luni Leothecarius , al quale, in un inno sacro è attribuita la traslazione del corpo, identificandolo con il Lenthecorius citato da Ughelli. La traslazione avvenne probabilmente in seguito alla minaccia delle incursioni saracene, che avevano rese le coste poco sicure a partire dalla fine del VII secolo.

## Lapide di Leodegar

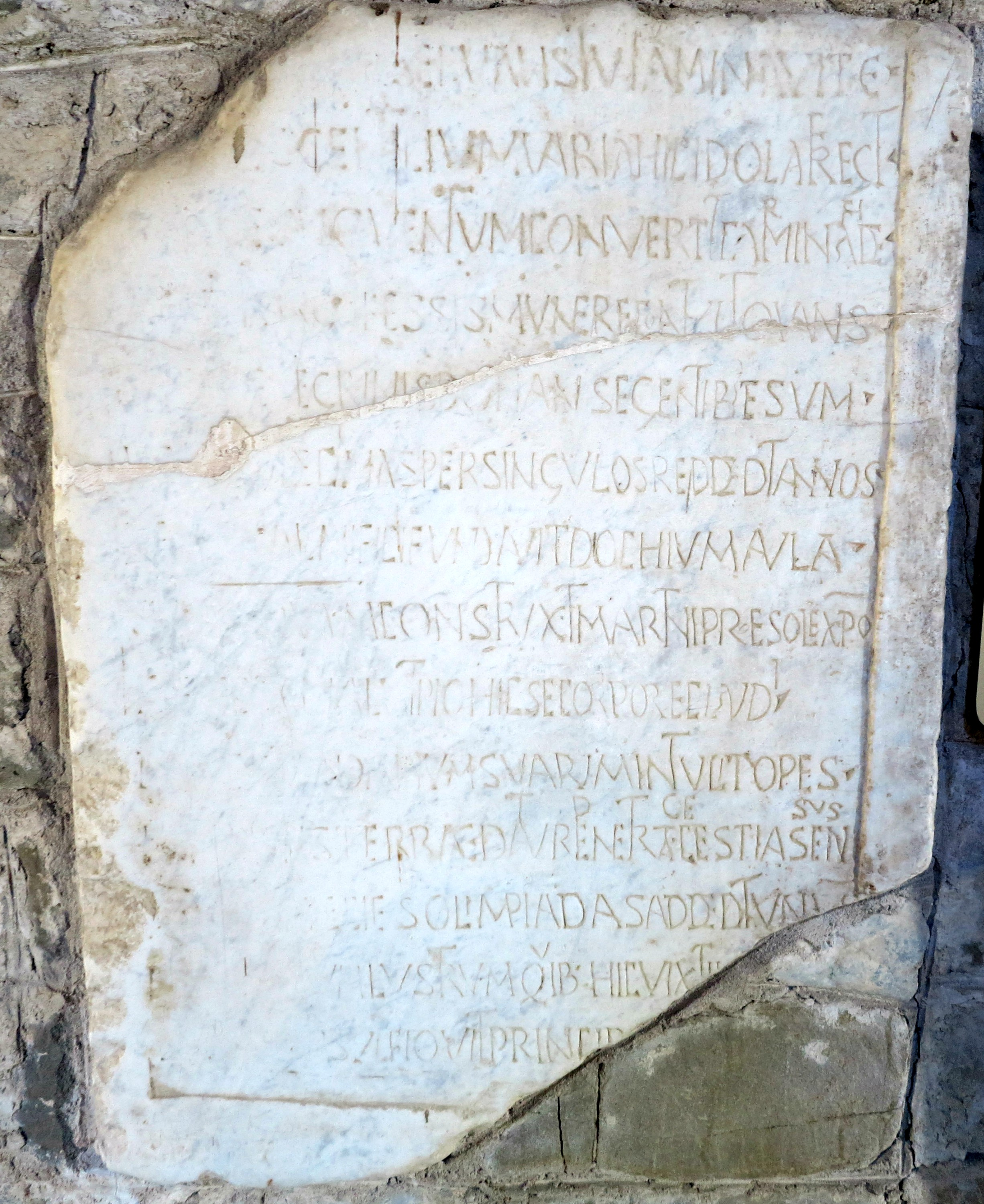
Lapide di Leodegar

Al vescovo di Luni, era stata attribuita un'iscrizione sepolcrale su lastra di marmo, oggi conservata nella chiesa di San Giorgio a Filattiera. La lapide è stata probabilmente spostata dalla pieve di Santo Stefano di Sorano, sempre a Filattiera, forse in occasione del suo rifacimento. 

È stata riferita ad un certo Leodgar o Leodegar, il cui nome si sarebbe potuto leggere graffito sull'intonaco accanto alla lapide: si è ritenuto che il graffito fosse stato tracciato per riportare il nome del defunto, non presente nell'iscrizione, ma evidentemente noto, in occasione della sua nuova collocazione.
Il testo dell'iscrizione riferisce di un personaggio, non nominato nell'epigrafe, che aveva distrutto idoli pagani, assistito pellegrini e distribuito decime, fondato un ospizio di San Benedetto (forse identificabile con lo xenodochio benedettino a Montelungo) e una chiesa dedicata a San Martino (forse quella di Mulazzo). Aveva inoltre disposto di essere sepolto  nel luogo stesso dove gli idoli erano stati distrutti (probabilmente nella pieve di Santo Stefano a Sorano, dove sono in effetti state rinvenute delle statue stele). Il testo riferisce inoltre che il personaggio era morto nel quarto anno di regno del re longobardo Astolfo, ovvero nel 752-753, e che era probabilmente nato intorno al 684-685, avendo vissuto per 68 anni, gli ultimi 10 dei quali a Filattiera.
Se dunque il personaggio della lapide, il cui nome era forse Leodgard o Leodegard, fosse effettivamente identificabile con il vescovo di Luni Leothecarius o Lenthecorius, si dovrebbe ipotizzare che in seguito alla minaccia saracena avesse abbandonato la sede di Luni intorno al 742-743 per rifugiarsi in località più sicure verso l'interno. Poco prima sarebbe avvenuta la traslazione del corpo di san Venerio a Spezia, sempre a causa della medesima minaccia.
Studi più recenti, tuttavia, ritengono che l'identificazione del personaggio citato nella lastra con il vescovo di Luni non sia provata: potrebbe trattarsi piuttosto di un missionario o di un gastaldo longobardo che avrebbe combattuto gli ultimi residui del culto pagano in Lunigiana.